# Linea JFK Express
La linea JFK Express, pubblicizzata come The Train to The Plane, era una linea espressa della metropolitana di New York, che aveva il compito di collegare Midtown Manhattan, con capolinea presso la stazione di 21st Street-Queensbridge, all'aeroporto Internazionale John F. Kennedy, con capolinea presso Howard Beach-JFK Airport. Era indicata con il colore turchese e aveva come simbolo un aereo stilizzato.

## Storia
La linea JFK Express venne attivata il 23 settembre 1978 e pubblicizzata dalla MTA attraverso uno spot televisivo della durata di 30 secondi. All'epoca la linea era attiva tra le 5:00 e l'1:00 del giorno successivo, iniziava presso 57th Street e svolgeva un servizio espresso sulla linea IND Sixth Avenue sino a West Fourth Street-Washington Square, dove deviava sulla linea IND Eighth Avenue svolgendo anche qui un servizio espresso fino a Jay Street-Borough Hall. La linea percorreva infine le linee IND Fulton Street e IND Rockaway senza mai fermarsi fino al capolinea di Howard Beach-JFK Airport.
A volte, i passeggeri regolari vennero ammessi sui treni della linea senza la tariffa maggioritaria a causa dell'interruzione di altre linee, come per esempio quando nel 1988 il ponte di Williamsburg fu chiuso dopo che un pittore trovò un buco in una trave. Altre volte, i passeggeri regolari pagavano la tariffa maggioritaria per utilizzare la linea JFK Express per raggiungere l'impianto per corse di cavalli Aqueduct Racetrack.
Il 29 ottobre 1989, con l'apertura della linea IND 63rd Street, la linea fu prolungata da 57th Street a 21st Street-Queensbridge. Tuttavia questa estensione ebbe vita breve, poiché il 15 aprile 1990 la linea JFK Express fu eliminata. La linea, infatti, si rivelò poco remunerativa a causa del basso numero di passeggeri, dovuto principalmente al fatto che la linea non serviva direttamente i terminal aeroportuali ma era necessario invece un servizio bus aggiuntivo.
Dopo la chiusura della linea JFK Express, la linea A continuò a servire la stazione di Howard Beach-JFK Airport, mentre il servizio di bus navetta rimase attivo fino al 17 dicembre 2003, quando fu rimpiazzato dall'AirTrain JFK, un people mover gestito dalla Port Authority of New York and New Jersey. L'AirTran JFK si collega anche alla stazione Jamaica della Long Island Rail Road e alla stazione della metropolitana di Sutphin Boulevard-Archer Avenue-JFK Airport, servita dalle linee E, J e Z.

## Il servizio
La linea JFK Express era attiva dalle 5:00 all'1:00 del giorno successivo con una frequenza di 20 minuti, fermando in totale in 12 stazioni, la maggior parte a Midtown Manhattan. I passeggeri che la utilizzavano pagavano un supplemento rispetto al biglietto normale. Inoltre, i biglietti venivano controllati dai controllori direttamente sul treno e dovevano essere acquistati prima dell'imbarco. Nei treni erano presenti anche agenti di polizia per garantire protezione ai viaggiatori.

### Le stazioni servite
| Stazione                             |  | Interscambi                       | Note                        |
| ------------------------------------ |  | --------------------------------- | --------------------------- |
| Queens                               |  |                                   |                             |
| 21st Street-Queensbridge             |  | B · Q                             | Capolinea dal 1989 al 1990  |
| Manhattan                            |  |                                   |                             |
| Roosevelt Island                     |  | B · Q · Roosevelt Island Tramway  |                             |
| Lexington Avenue-63rd Street         |  | B · Q                             |                             |
| 57th Street                          |  | B · Q                             | Capolinea dal 1978 al 1989  |
| 47th-50th Streets-Rockefeller Center |  | B · D · F · Q                     |                             |
| 42nd Street-Bryant Park              |  | 7 · B · D · F · Q                 |                             |
| 34th Street-Herald Square            |  | B · D · F · N · Q · R · PATH      |                             |
| West Fourth Street-Washington Square |  | A · B · C · D · E · F · Q · PATH  |                             |
| Chambers Street                      |  | 2 · 3 · A · C · PATH              |                             |
| Broadway-Nassau Street               |  | 2 · 3 · 4 · 5 · A · C · J · M · Z |                             |
| Brooklyn                             |  |                                   |                             |
| Jay Street-Borough Hall              |  | A · C · F                         |                             |
| Queens                               |  |                                   |                             |
| Howard Beach-JFK Airport             |  | A · C · H                         | Bus navetta per l'aeroporto |

## Il materiale rotabile
Durante la sua attività, la linea JFK Express ha utilizzato principalmente come materiale rotabile le carrozze R46, realizzate negli anni 1970 dalla Pullman Company. Tuttavia, nel periodo antecedente alla sua chiusura, la linea ha usato anche delle R44, poiché le R46 avevano iniziato la loro revisione di mezz'età.